# ویلی دلاژو
ویلی دلاژو (به فرانسوی: Willy Delajod) (متولد ۲۵ سپتامبر ۱۹۹۲) داور بین‌المللی فرانسوی است که در لیگ ۱ قضاوت می‌کند. او داور فیفا است و به عنوان داور درجه یک یوفا رتبه‌بندی شده است.

## زندگی شخصی
دلاژو از اهالی کورنیه، اوت-ساووآ است و به عنوان مشاور بنگاه املاک و مستغلات کار می‌کند.